# 旺角大家姐
《旺角大家姐》（英語：Ghost Story "Godmother of Mongkok"），是一部1997年上映的香港時裝電影，其題材結合黑幫、靈異的元素，由鄭偉文執導，苑瓊丹、林文龍等主演。本片為香港著名歌手陳奕迅的首部電影。

## 故事大綱
旺角大家姐莫名遭殺害，她安排了100個紙人為自己陪葬，但紙人的工人黃莎莉因偷嬾而害自己被大家姐的鬼附身，之后，大家姐利用黃莎莉的身體，找出兇手並向其報復。

## 人物角色
| 演員   | 角色   | 粵語配音 | 備註                                     |
| 苑瓊丹 | 黃莎莉 | 曾秀清   | 紙紮工人；樣貌和大家姐神似               |
| 苑瓊丹 | 大家姐 | 曾秀清   | 旺角大家姐；被阿財，阿雞及阿寶誤殺並埋屍 |
| 林文龍 | 嚴冬   | 潘文柏   | 黑幫老大；婷婷男友，遭大家姐手下殺害     |
| 郭可盈 | 婷婷   | 鄭麗麗   | 嚴冬女友，遭威哥綁架                     |
| 張耀揚 | 阿財   | 高翰文   | 古惑仔，和阿雞、阿寶誤殺大家姐           |
| 陳奕迅 | 阿雞   | 郭志權   | 古惑仔，和阿財、阿寶誤殺大家姐           |
| 韋家雄 | 阿寶   | 葉振聲   | 古惑仔，和阿財、阿雞誤殺大家姐           |
| 胡楓   | 樂叔   | 胡楓     | 紙紮店老闆，黃莎莉養父                   |
| 陳國邦 | 野雞   | 潘文柏   | 紙紮店四個鎮店之寶，後被燒至殘骸         |
| 陳展鵬 | 杯麵哥 | 張炳強   | 紙紮店四個鎮店之寶，後被燒至殘骸         |
| 張錦程 | 橙皮   | 潘文柏   | 紙紮店四個鎮店之寶，後被燒至殘骸         |
| 蔡曉儀 | 細細   | 陸惠玲   | 紙紮店四個鎮店之寶，後被燒至殘骸         |
| 鄭婉雯 | 十三點 | 黃鳳英   | 女混混，黃莎莉的天敵                     |
| 冼灝英 | 威哥   | 張炳強   | 黑幫老大，大家姐的手下                   |

## 外部連結
- 香港影庫上《旺角大家姐》的資料（繁體中文）
- 豆瓣电影上《旺角大家姐》的資料 （简体中文）